# Trương Quang Được
Trương Quang Được (10 tháng 2 năm 1940 - 27 tháng 10 năm 2016) là một chính trị gia người Việt Nam. Ông từng là Phó Chủ tịch Quốc hội nước Cộng hòa Xã hội Chủ nghĩa Việt Nam khóa XI, Đại biểu Quốc hội khóa VIII, khóa X, khóa XI thuộc đoàn đại biểu thành phố Đà Nẵng. Trong Đảng Cộng sản Việt Nam, ông từng là Ủy viên Ban Chấp hành Trung ương Đảng các khóa VII, VIII, IX, Ủy viên Bộ Chính trị (khóa IX).

## Tiểu sử
Ông sinh ngày 10 tháng 2 năm 1940, quê ở xã Cẩm Kim, thành phố Hội An, tỉnh Quảng Nam.

## Sự nghiệp
Tháng 5/1952 tham gia cách mạng, làm việc tại Xưởng quân giới Liên khu 5 (xã Ân Khánh, huyện Hoài Ân, tỉnh Bình Định). Năm 1954 là học sinh miền Nam ra miền Bắc học tập.
Đến năm 1961 ông ra Hà Nội học tiếng Nga chuẩn bị đi học đại học. Từ năm 1962 đến năm 1967 học tập tại Trường Đại học Bách khoa Khác-cốp, Liên Xô (cũ). Tại đây, ngày 2/5/1965, ông được kết nạp vào Đảng Nhân dân Cách mạng Việt Nam.
Từ tháng 8/1967 trở về nước, ông về Hải Phòng công tác tại Xí nghiệp Cơ khí 19-8; Nhà máy Cơ khí kiến thiết Hải Phòng và Sở Công nghiệp Hải Phòng.
Từ năm 1985 đến năm 1989, ông đảm nhiệm các nhiệm vụ Trưởng ban Công nghiệp của Thành ủy Hải Phòng, Phó Chủ tịch UBND Tp Hải Phòng phụ trách công nghiệp.
Những năm 1987 - 1989 ông giữ chức Phó Chủ tịch Ủy ban nhân dân Thành phố Hải phòng, đại biểu Quốc hội Việt Nam khóa VIII tại khu vực Thành phố Hải phòng, Phó Bí thư Thành ủy, Chủ tịch UBND Tp Hải Phòng.
Năm 1989-1994 ông giữ chức vụ Tổng cục trưởng Tổng cục Hải quan thay ông Nguyễn Tài.
Ông là Ủy viên Trung ương Đảng các khóa VII, VIII, IX,
Năm 1994 ông và ông Mai Thúc Lân được Trung ương cử về tỉnh Quảng Nam - Đà Nẵng. Ông làm Phó Bí thư Tỉnh ủy, Chủ tịch Ủy ban nhân dân tỉnh Quảng Nam - Đà Nẵng thay ông Trần Đình Đạm. Ông Mai Thúc Lân làm Bí thư Tỉnh ủy thay ông Nguyễn Văn Chi.
Năm 1997 khi chia tách tỉnh Quảng Nam - Đà Nẵng ông được bầu làm Bí thư Thành ủy, Chủ tịch Hội đồng nhân dân Thành phố Đà Nẵng đầu tiên. Người giữ chức Chủ tịch Ủy ban nhân dân Thành phố Đà Nẵng đầu tiên sau khi chia tách tỉnh là ông Nguyễn Bá Thanh. Ông Mai Thúc Lân làm Bí thư tỉnh ủy Quảng Nam.
Tháng 2 năm 2000 ông chuyển ra Hà Nội giữ chức Trưởng ban Dân vận Trung ương.
Năm 2001 ông được bầu là Ủy viên Bộ Chính trị khóa IX.
Năm 2002 ông được cử giữ chức Phó Chủ tịch Quốc hội khóa XI, từ 2003 đến 2007 được phân công kiêm Trưởng ban Công tác Đại biểu.
Tháng 1 năm 2008, ông nghỉ hưu theo chế độ.

## Qua đời và lễ tang
Ông qua đời hồi 8 giờ 37 phút ngày 27/10/2016 tại Bệnh viện Trung ương Quân đội 108, hưởng thọ 76 tuổi.
Sau khi qua đời lễ tang của ông lại được tổ chức theo nghi lễ cấp nhà nước, do ước nguyện của gia đình trước khi mất. Lễ tang diễn ra trong ngày 1/11/2016. Nhưng do trùng với ảnh hưởng từ 4-5 đợt không khí lạnh ở Hà Nội nên số lượng người đến viếng trong tang lễ bị hạn chế. Lễ truy điệu lúc 10g30 phút cùng ngày, sau đó thể theo di nguyện của ông và ý nguyện của gia đình, linh cữu của ông được đưa đi an táng tại công viên nghĩa trang Vĩnh Hằng, Vật Lại, Ba Vì, Hà Nội.

## Khen thưởng
Với những công lao và đóng góp, ông đã được Đảng và Nhà nước tặng thưởng Huy hiệu 50 năm tuổi Đảng, Huân chương Hồ Chí Minh, Huân chương Lao động hạng Nhất, Huân chương Kháng chiến chống Mỹ cứu nước hạng Ba và nhiều phần thưởng cao quý khác.

## Gia đình
Ông có hai người em là Thượng tướng Trương Quang Khánh (sinh 1953), Thứ trưởng Bộ Quốc phòng và Trương Quang Nghĩa (sinh 1958), Bộ trưởng Bộ Giao thông Vận tải, Bí thư Thành ủy Đà Nẵng.